# Miner (Missouri)
Miner − miasto w położone w środkowej części Stanów Zjednoczonych, w stanie Missouri, w hrabstwie Mississippi.
W 2011 roku populacja miasta wynosiła 984 mieszkańców.